# Метр (музыка)
Метр (фр. mètre, от др.-греч. μέτρον мери́ло, [надлежащая] мера) в музыке — мера, определяющая величину ритмических построений вплоть до малых композиционных форм (например, периода). Элементарная метрическая единица — такт. В классической пятилинейной нотации метр фиксируется с помощью тактового размера и тактовой черты. В Западной Европе тактовая метрика (по Г. Бесселеру, Akzentstufentakt) окончательно сложилась в XVII веке. В музыке Венской классической школы, эпохи романтизма, в подавляющем большинстве произведений академической и неакадемической музыки XX века эта система ритмической организации является определяющей.

## Краткая характеристика
Метр задаёт координатную сетку из сильных и слабых долей с одинаковыми расстояниями между долями. Её можно представить как миллиметровку, на которой наименьшая клетка из самых тонких линий — минимальная длительность в произведении, более толстые линии обозначают доли, ещё более толстые — относительно сильные доли, а самые толстые — сильные доли.
По линиям этой сетки можно рисовать ритмические фигуры из отрезков разной длины (ноты различной длительности). Фигуры могут быть совершенно разные, но все они будут опираться на линии этой сетки.
Также метр можно сравнить с ударами воображаемого метронома, задающего ход времени музыкального произведения, в который вписываются звуки и паузы.

## Ритм и метр

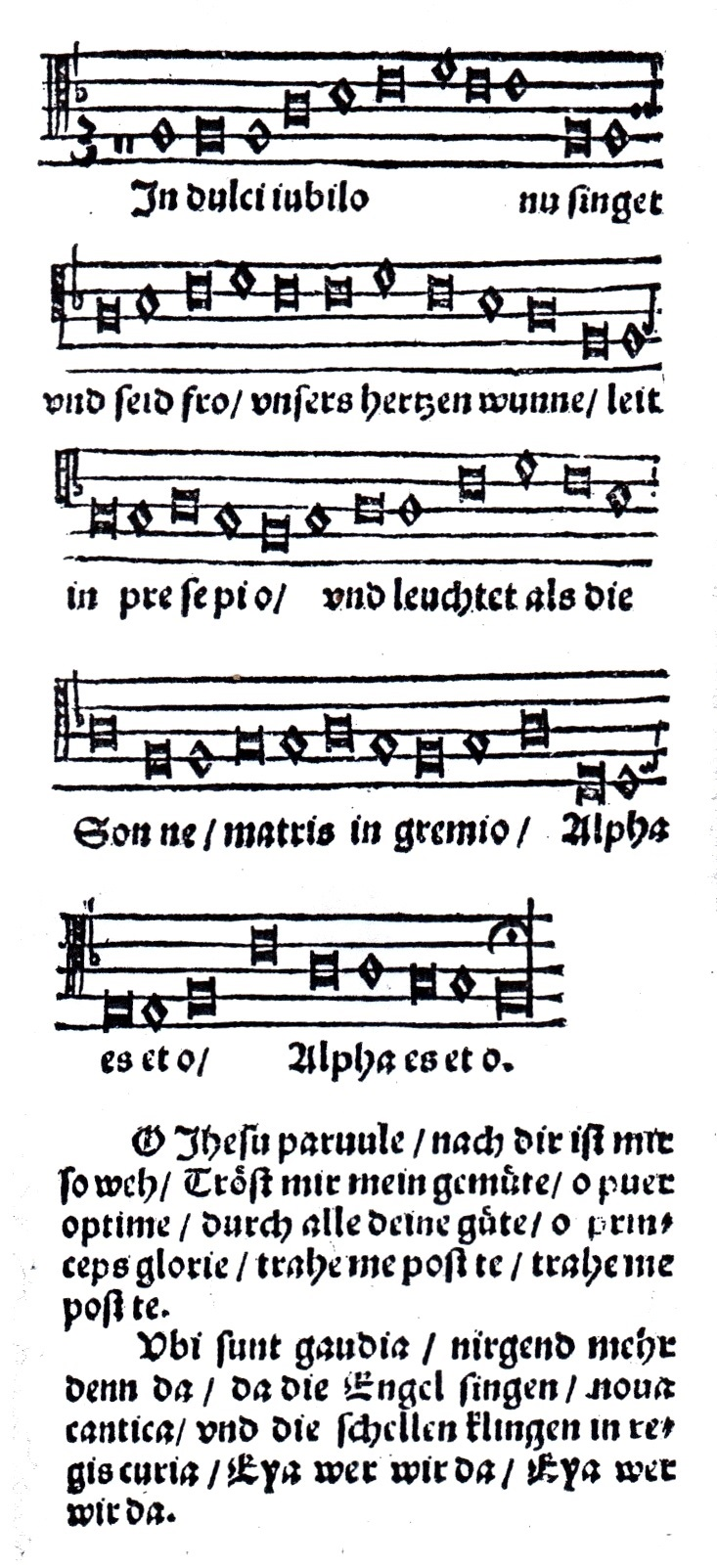
Лютеранская духовная песня «In dulci jubilo» в нотопечатном сборнике 1533 г. В (мензуральной) нотации нет тактовых черт, при том что музыка построена на основе регулярной метрики, с трёхдольным тактом и затактом

Метр — понятие абстрактное. В нотированном музыкальном произведении метр может быть никак не фиксирован динамическими или графическими обозначениями, при этом он существует в воображении исполнителя и слушателя (см. иллюстрацию). Так, важнейшая категория метра доля, особенно в классической тактовой метрике, полагается как психологический, а не «материальный» объект: нотация сильных долей ничем не отличается от нотации слабых долей. Ритм, в отличие от метра, конкретен — он выражается отношением длительностей «реальных» звуков и как правило выписан в нотах.
Ритм как организация музыки во времени присутствует всегда («в начале был ритм», по знаменитому выражению Г. фон Бюлова). Метр может быть, а может и отсутствовать. Например, ритм есть в григорианском хорале и в древнерусском знаменном распеве, но метра в них нет. Метр (как правило организации ритма) находят в любых танцевальных жанрах (например, в сицилиане и вальсе) и шире — в любой профессиональной музыке классико-романтического периода.
Практическая реализация (интерпретация) метра, как и ритма, достаточно условна. При том, что исполнитель может допускать агогические отклонения (особенно в романтической музыке XIX — начала XX веков, например, в музыке Шопена и Скрябина), метрическая сетка всё же психофизиологически ощущается как неизменный остов (правило) ритмической структуры.

## Метр и размер
Метр на письме (в классической пятилинейной нотации) фиксируется графическими обозначениями — тактовым размером и тактовой чертой. Размер задаёт относительную длительность каждой доли. Например, размер «3/4» говорит о том, что в такте 3 доли, каждая из которых представлена (нотирована) четвертной нотой или паузой. Можно сказать, что размер — числовое представление метра с указанием длительности каждой доли. При этом обозначение размера как таковое не содержит указаний на распределение (разной) тяжести долей в такте.

### Простые метры и размеры
Простые метры — это двухдольные или трёхдольные метры, имеющие одну сильную долю (акцент): «1 из 2» или «1 из 3».
Двухдольный метр — метр, в котором сильные доли повторяются равномерно через одну долю (состоит из одной сильной доли и одной слабой). Такие метры в нотации выражены размерами «2/2», «2/4» и (редко) «2/8».
Трёхдольный метр — метр, в котором сильные доли повторяются равномерно через 2 доли (состоит из одной сильной доли и двух слабых). Такие метры в нотации выражены размерами «3/2», «3/4», «3/8» и (редко) «3/16».

### Сложные метры и размеры
Сложные (составные) метры — метры, полученные при слиянии двух и более простых метров одинаковой дольности. Такт из трёх четвертей (3/4) и такт из шести восьмых (6/8) одинаковы по протяжённости, но первый имеет один сильный акцент (на первой четверти), а второй — два сильных акцента (каждый охватывает по три восьмых), таким образом, при внешнем сходстве таких тактов их метрические структуры разные.
Наиболее часто используемые сложные размеры для выражения сложных метров:
- четырёхдольные («4/4», «4/2» и редко «4/8»);
- шестидольные («6/4», «6/8» и редко «6/16»);
- девятидольные («9/8» и редко «9/4» и «9/16»);
- двенадцатидольные («12/8» и редко «12/16»).

### Смешанные метры и размеры
Смешанные метры образуются из простых метров разной дольности. Благодаря этому смешанный метр может иметь несколько сильных долей, количество которых соответствует количеству простых метров, входящих в его состав. Примеры: метр 5/4, получаемый из комбинации 2/4 + 3/4, в «Русском скерцо» А. П. Бородина; метр 11/4, организованный как 2/4+3/4+2/4+2/4+2/4, в заключительном хоре «Свет и сила бог Ярило» из «Снегурочки» Н. А. Римского-Корсакова.
Сложный метр, образованный из групп разной дольности, становится по существу смешанным (и непосредственно воспринимается на слух как таковой) как в № 148 «Микрокосмоса» Б. Бартока, где такт 9/8 организован как комбинация 4/8+2/8+3/8, с соответствующими акцентами. Сложные метры с нерегулярными акцентами также характерны для ряда стилей фламенко, например, в сигирийе такт 12/8 структурируется как 2+2+3+3+2. Другие примеры см. в статье Полиметрия (музыка).

### Переменный метр
Переменными называются метры, в которых на протяжении целой пьесы или её части систематически изменяется количество тактовых долей. Как правило (хотя и не всегда), переменный метр выражается на письме чередованием размеров. Например, в хоре «Из-за озера Яра глубокого» (3-е действие «Китежа» Н. А. Римского-Корсакова) метр 3/2 постоянно чередуется с метром 6/4 и соответственно нотируется композитором. В песне «Уж ты, нива моя» (op.4 №5) в рамках стилизации русской народной ритмики С. В. Рахманинов чередует разные сложные и смешанные метры — 4/4, 7/4, 6/4. Примеры переменного метра в инструментальной музыке: № 6 Assez vif из оркестровой сюиты «Благородные и сентиментальные вальсы» М. Равеля (чередуются такты на 3/2 и такты на 6/4), III часть Концерта для клавесина М. де Фальи (чередуются такты 6/8 и 3/4; в обоих случаях обыгрывается сочетание трёхдольных и двухдольных метрических акцентов), II часть Седьмой симфонии Д. Д. Шостаковича (чередуются 4/4, 5/4, 3/4, 3/2).

## Регулярный метр и нерегулярный метр
Если один и тот же метр выдерживается в произведении строго, говорят о регулярном метре. Если метр меняется, говорят о нерегулярном метре. Нерегулярный метр свойствен некоторым жанрам, имеющим фольклорное происхождение, а также композиторским опусам, имитирующим фольклорную стилистику («Байка» и «Свадебка» И. Ф. Стравинского, многие обработки народной музыки Б. Бартока). Нерегулярный метр встречается и в популярной музыке. Например, в песне «Услышь меня, хорошая» В. П. Соловьёва-Седого стихи распеты в основном на 5/4, но в некоторых тактах той же песни используется 3/4. В его же песне  «На солнечной поляночке» систематическое чередование двухдольного и трёхдольного метров имитирует ритмические перебои, типичные для гармошечных наигрышей.
Для описания систематических нарушений традиционной (классико-романтической, тактовой акцентной) метрики музыковеды также используют выражение «свободная метрика».

## Классический метр
Для классической музыкальной метрики характерно ожидание определённого продолжения на основе уже прошедшего. Этот процесс мыслительного синтезирования метра называют «метрической экстраполяцией». Результатом её становится сильная метрическая функциональность, то есть ясно выраженная (слышимая) зависимость одних долей времени от других и, соответственно, устойчивые, крепко спаянные построения (предложения, периоды). Сильная метрическая экстраполяция является одним из важнейших факторов, образующих не только естественное членение формы, но и тональное тяготение (аналог сильной тональной функциональности, также типичной для классиков). Метрический такт создает величину мотива, а тактовый акцент закрепляет его местоположение.

## Метр и темп
В умеренном или быстром темпе «графические» такты одинакового метра объединяются в метрические ячейки, трактуемые как синтаксические единицы формы. Такой «укрупнённый» метр Ю. Н. Холопов называл метром высшего порядка, а (не выписанные композитором, а реально звучащие) «укрупнённые» такты — тактами высшего порядка, или метрическими тактами. Так, вальс B-dur из «Спящей красавицы» П. И. Чайковского нотирован в размере 3/4. Реальные же — «метрические» — такты охватывают четыре графических: первый такт охватывает тт. 1-4, второй — тт. 5-8, третий — тт. 9-12, четвёртый — тт. 13-16.

### Дирижёрская аппликатура
«Отождествление метрического обозначения с тактированием» Г. Н. Рождественский считал распространённой ошибкой молодых дирижёров. Опытный дирижёр пытается нащупать «пульс» конкретного музыкального произведения, а не показывать исполнителю каждый нотированный композитором такт. «Правильное понимание дирижёром взаимодействия темпа и пульса (а отсюда — выбор системы тактирования) столь же важно для него, как правильная расстановка аппликатуры для инструменталиста». То, что Рождественский называл метафорическим термином «пульс», отчасти (при укрупнении метрической ячейки вследствие быстрого темпа) совпадает с холоповским «метром высшего порядка».

## Примеры разных размеров
Мелодии разных размеров — 1/4, 2/4, 3/4, 4/4 — но одного темпа.
| 1/4 метр звучит в темпе 90 bpm. Скачать файл 1/4 Помощь по воспроизведению файла |
| 2/4 метр звучит в темпе 90 bpm. Скачать файл 2/4 Помощь по воспроизведению файла |
| 3/4 метр звучит в темпе 90 bpm. Скачать файл 3/4 Помощь по воспроизведению файла |
| 4/4 метр звучит в темпе 90 bpm. Скачать файл 4/4 Помощь по воспроизведению файла |

Ниже мелодия уже другого размера 5/8 и другого темпа (120 вместо 90):
| 5/8 метр звучит в темпе 120 bpm. Скачать файл 5/8 Помощь по воспроизведению файла |